# Juan Sebastián Molano
Juan Sebastián Molano Benavides (Paipa, Boyacá, 4 de novembro de 1994) é um ciclista colombiano que actualmente corre para o equipa profissional dos Emirados Árabes Unidos de categoria World Team a UAE Team Emirates.
Em 2014 foi campeão panamericano de ciclismo de pista na modalidade de Ómnium no México.
No Giro d'Italia de 2019 foi afastado pela sua equipa depois de obter uns resultados incomuns num controle interno realizado antes da disputa da 4.ª etapa.

## Palmarés

### Pista
2013
- Campeonato da Colômbia de Ciclismo em Pista
  -  Medalha de Prata em Perseguição por equipas
  -  Medalha de Bronze em Ómnium
- [[:es:[Anexo:Ciclismo en los Juegos Bolivarianos de 2013|Jogos Bolivarianos]]
  -  Medalha de Ouro em Perseguição por equipas

2014
- Campeonato da Colômbia de Ciclismo em Pista
  -  Medalha de Ouro em Ómnium
- Campeonato Panamericano de Ciclismo
  -  Medalha de Ouro em Ómnium

### Estrada
2016
- 1 etapa da Volta à Comunidade de Madri
- 1 etapa da Volta a Colômbia
- 4 etapas do Clássico RCN

2017
- 2 etapas da Volta ao Alentejo
- 3º no Campeonato Panamericano em Estrada

2018
- Campeonato Panamericano em Estrada
- 2 etapas Volta ao Vale do Cauca[3]
- 3 etapas da Volta a Colômbia
- 2 etapas do Tour de Xingtái
- Tour de China I, mais 1 etapa
- 1 etapa do Tour da China II
- 2 etapas do Tour do Lago Taihu

2019
- 1 etapa do Tour Colômbia

## Resultados nas Grandes Voltas e Campeonatos do Mundo
Durante a sua carreira desportiva tem conseguido os seguintes postos nas Grandes Voltas e nos Campeonatos do Mundo:
| Carreira           | 2015 | 2016 | 2017 | 2018 | 2019 |
| ------------------ | ---- | ---- | ---- | ---- | ---- |
| Giro d'Italia      | -    | -    | -    | -    | Ab.  |
| Tour de France     | -    | -    | -    | -    | -    |
| Volta a Espanha    | -    | -    | 152º | -    | -    |
| Mundial em Estrada | -    | -    | Ab.  | -    | -    |

-: não participa 

Ab.: abandono 

## Equipas
- Forças Armadas-Exército Nacional (2013)
- Coldeportes-Claro (2014)
- Team Colombia (2015)
- Manzana Postobón Team (2016-2018)
- UAE Team Emirates (2019-)